# Fiskedamsgade
Fiskedamsgade er en ca. 300 meter lang gade på Østerbro i København. Den løber parallelt med Strandboulevarden mellem Næstvedgade og Classensgade. Før 1926 hed den Classensvej, men det var ret forvirrende så tæt på Classensgade.  I dag er det til gengæld mærkværdigt, at den lille blinde udposning mod Langelinie Skole hedder Fiskedamsgade 25 ABC og 27 AB, da Præstøgade lige så godt kunne have sit udspring her.

## Gadens historie
Der lå tidligere fiskedamme i området, hvorfra kongefamilien fik karper. Det var Frederik 3., der efter svenskekrigene ville anlægge fiskedamme et mere fredeligt sted, da de tidligere ved Vesterport var blevet ødelagt.
Syd for Rosenvænget lå de kongelige fiskedamme, hvor en fiskeforpagter Johan Wilhelm Schwermann holdt opsyn med de kongelige fisks trivsel. Der var dog problemer med at få nok frisk vand til karperne, der med tiden angiveligt blev helt blå. Det var et idyllisk og naturromantisk område, og de lokale kunne være heldige at se de kongelige løbe på skøjter på fiskedammene om vinteren.
Her planlagde man omkring år 1800 at lægge et hospital for sindslidende, men placerede det i stedet ved Roskilde (Sankt Hans Hospital). I området lå der endnu rester af en del kongelige fiskedamme fra 1600-tallet. På et kort så sent som fra 1893 er det endnu muligt at se resterne af dammene. 
Som kuriosum kan nævnes at Det kongelige Bibliotek har fem numre af bladet Tik Tak fra 1900. ”Specielt beregnet som Averteringsblad for de Handlende i Kvarteret Classensvej og tilstødende Gader.”

## Nævneværdige bygninger i gaden
Gaden præges af Frihavnskirken fra 1905 tegnet af Thorvald Jørgensen. Indgangen er i Willemoesgade 68, men langsiden er ud mod Fiskedamsgade. De fem fag meget høje vinduer ud mod Fiskedamsgade giver et lyst kirkerum, der er enkelt hvidmalet og blot har en altertavle som billeddekoration. På kirkens egen hjemmeside beskrives kirken som ”enkel barokstil”  , men Jørgensen har frit lånt af alle historiens stilarter.
De tre lidt tørre, langstrakte rundbuer over indgangspartiet er fx inspireret af italiensk renæssance. Tårnets let kuplede facon minder derimod mere om ortodoks kirkearkitektur i Rusland og Finland. Måden hvorpå gavlen først knækker ned fra taget, og derefter vokser ud i tårnet, er helt enestående.
Dørpartiet har nordiske stiltræk, og tilsvarende tunge, flotte døre kan findes overalt i landet fra denne periode.
Frihavnskirken er også der hvor Kirkens Korshær blev stiftet i 1912.
Bygningerne er typiske københavnske etageejendomme, men nr. 18-24 fra 1900 har en lille rombebort i murværket til pynt. Nr. 7-13 har borglignende karakter, og hele fire udkragninger under karnapperne understreger det middelalderlige præg. Den stil kaldes for nationalromantisk og var et stort hit ca. 1890-1910. Bygningen er fra 1900.
Omkring 1910 var der i nr. 21 en viktualiehandler P.F.L Poulsen. Nr. 12 husede både barber Königslieb og kaffehandlersken Emma Pries’ kaffeudsalg. I nr. 28 lå der et vaskeri ved T. Danielsen.
Var man gået ned ad Fiskedamsgade i halvtredserne var det en levende handelsgade man havde set. I nr. 21 var der fx Merkur Tobakshandel ved Willy Kahle, naboen var Iskonditori Rio ved A. Koefoed Jensen. I nr. 25 lå cykelhandler Jørgensen og Kolonialmagasinet Asta. Ismejeri Aksel Mejlvang holdt til i 31. Cigarhandler D. Grevsen var at finde i nr. 10. Købmand Skaarup lå i nr. 12 og købmand J. Bernhard Nielsen i nr. 18. En Ebba Munck havde en hulsømsforretning i nr. 28.
I nr. 13 boede tidligere Poul Kloster der var redaktør ved Valby Folkeblad, der var blevet stiftet i 1934.